# カリン・エヴァンズ
カリン・エヴァンズ（Karin Evans、1907年9月25日 - 2004年7月1日）は、ドイツの女優。

## 出演作品
- 最後の中隊